# Tache rouge II
Tache rouge II est une peinture à l'huile sur toile (131×181 cm) réalisée en 1921 par le peintre Vassily Kandinsky. Il est conservé à la Galerie Lenbachhaus à Munich.

## Description
Cette œuvre, dans laquelle des formes géométriques sont flanquées d'autres de structure irrégulière rappelant l'abstraction lyrique, se caractérise par un équilibre très calibré, dont le point d'appui est la tache rouge qui donne son titre au tableau. Sur l'espace clair d'un trapèze d'héritage suprématiste, qui isole et sépare du fond et en même temps met en valeur, formes et couleurs coexistent dans de petits segments colorés, d'arcs colorés, d'éléments curvilignes qui partent du cœur rouge palpitant de la toile. Au-delà de cet univers défini par la forme trapézoïdale blanche, deux figures ovales, transpercées par deux longs objets pointus, surgissent d'un fond sombre. Kandinsky applique dans cette toile certains des principes clés exprimés dans son Du spirituel dans l'art en associant des couleurs vives, comme le jaune, à des formes pointues et des couleurs profondes, comme le bleu et le noir, à des formes arrondies et en identifiant la tache avec la couleur rouge « chaude, vive et agitée », « d'une immense puissance ».